# بیگ ۵ اسپورتینگ گودز
بیگ ۵ اسپورتینگ گودز (انگلیسی: Big 5 Sporting Goods) شرکت تجهیزات ورزشی آمریکایی است، که در سال ۱۹۵۵ تأسیس شد.